# Beatrice Morgari
Beatrice Morgari Vezzetti (Torino, 15 giugno 1858 – Torino, 1936) è stata una pittrice italiana.

## Biografia
Figlia dei pittori Paolo Emilio Morgari (1815-1882) e Clementina Lomazzi (1819-1897), Beatrice Morgari fu sorella di Luigi (1857-1935), anch'egli pittore, e di Oddino (1865-1944), uomo politico socialista. Anche il nonno Giuseppe Morgari (1788-1847), lo zio Rodolfo (1827-1909) e il cugino Pietro (1852-1885) furono pittori.
Istruita nell'arte della pittura dal padre e da Federico Pastoris, esordì con la Testa di giovinetta, esposta nel 1879 alla Promotrice delle Belle Arti di Torino. Dipinse nature morte e fu ritrattista: noto è il suo Ritratto della baronessa Olimpia Savio, conservato nel Museo del Risorgimento di Torino. 
Sposò Giovanni Vezzetti e insegnò disegno nell'Istituto professionale femminile Maria Laetitia di Torino. Dopo il Ritratto del tenente Mario Sacco (1916) lasciò ogni attività per motivi di salute.